# Marina Vega de la Iglesia
Marina Vega de la Iglesia (Castro Urdiales, Cantàbria, 21 de març de 1923 - Madrid, 11 de juny de 2011) fou espia, lluitadora antifranquista i una de les moltes dones que de manera silenciosa i eficaç treballà al servei de la Resistència Francesa. Va entrar a la xarxa espanyola de les Forces Franceses Lliures (FFL), al servei de Charles de Gaulle, amb només 17 anys. Va treballar per a la Resistència Francesa, primer des d'Espanya contra el dictador Francisco Franco, i després a França, contra el nazisme.

## Biografia

### Antecedents familiars
Va néixer en el si d'una família benestant de tradició republicana. El seu pare, director de presons amb la República, va ser condemnat a 16 anys de presó per un «delicte consumat de maçoneria», segons consta en el seu expedient, i enviat a un penal d'El Puerto de Santa María (Cadis). La seva mare va ser empleada del Govern de la República, i havia de viure amagada per no ser represaliada. Per això, i per protegir-la, Marina Vega va ser enviada a França amb uns amics de la família.

### La Resistència francesa
Vivia a París quan va esclatar la Segona Guerra Mundial. La família que la va acollir va decidir anar-se'n a Mèxic. Marina, encara sense tenir notícies dels seus pares, va prendre la decisió de tornar a Espanya. En arribar a Madrid els va localitzar. L'estat familiar li va provocar una depressió i va anar a Lleó amb uns amics de la família. Allí coneixeria un jove que estava relacionat amb el servei diplomàtic francès. En prohibir Franco l'Ambaixada de França, el servei secret d'aquest país es va instal·lar en la delegació anglesa. Marina Vega hi va arribar just quan buscaven una dona espanyola no fitxada que pogués moure's amb llibertat pel país i va ser admesa.
Inicialment va tenir la categoría d'«agent de liaison» i se li confiaren tasques d'informació, ocultació de persones, correu entre la frontera i Madrid, falsificació de documents... Més endavant  faria  múltiples viatges a la frontera franco-espanyola, introduiria gent a Espanya, faria entrar i sortir documents, diners, missatges.... A la xarxa de suport, hi havia des de sastres per vestir els que creuaven la frontera fins a falsificadors de documents. Un dia van ser descoberts per la Segunda Bis, el contraespionatge espanyol. Llavors va haver de fugir a França. Allí va seguir fent treballs d'informació fins que va acabar la Segona Guerra Mundial.
També va ajudar a persones a fugir de la persecució alemanya. «Entre 1942 i 1944 feia dos viatges per setmana a França. No sé a quanta gent vaig arribar a emportar-me. Dedueixo que devien ser jueus francesos que fugien dels nazis. També algun anglès».

### Després de la guerra
A partir de 1944 va haver d'abandonar la tasca d'espionatge perquè el contraespionatge espanyol va descobrir la seu de la Resistència. Quan va poder va tornar a Toulouse i va ser assignada a un nou servei, aquest cop d'oficina i traducció.
Va ser desmobilitzada el 1945 passant a ser soldat sense uniforme. La seva situació es legalitzà i se li atorgà el reconeixement que es donava a França als veterans de la Resistència, amb la concessió de la Medalla de la resistència francesa, la Creu del combatent voluntari de la resistència i la Creu del Combatent 1939-1940. A partir de 1947, va treballar en la repatriació de presoners de guerra i en la cerca de col·laboracionistes francesos protegits per Franco per portar-los davant dels tribunals i que fossin jutjats.
Es va instal·lar definitivament a Espanya el 1950, en donar per acabats els seus serveis i perquè la seva mare continuava al país. Als seus 84 anys, es considerava «maçona, republicana, roja, i amb molt honor»".

## Reconeixement
Va ser condecorada pel Parlament Europeu per defensar la llibertat.
La seva història s'explica en el documental de 2022 de Pedro Callejas Medina, produït per RTVE, Heroínas olvidadas: Españolas en la resistencia. Resultat de la recerca iniciada per Diego Gaspar Celaya, el documental està dedicat a algunes de les moltes dones que, no a les trinxeres però sí en molts altres fronts, van luitar eficaçment contra el nazisme durant la Segona Guerra Mundial amb la Resistència francesa.

## Recreacions
El personatge de Lola Mendieta, de la sèrie televisiva El ministerio del tiempo (2015, TVE), recrea la figura de l'activista Marina Vega de la Iglesia.